# Ивано-Франковская архиепархия УГКЦ
 Ивано-Франковская архиепархия (укр. Івано-Франківська архієпархія) — архиепархия Украинской грекокатолической церкви с кафедрой в городе Ивано-Франковск, Украина. Кафедральный собор — собор Святого Воскресения в Ивано-Франковске. Суффраганными по отношению к архиепархии являются Коломыйская и Черновицкая епархии.

## История

### Австрия и Австро-Венгрия
Станиславовская епархия основана (путём выделения из Львовской епархии) декретом австрийского императора Франца Иосифа от 29 января 1884 года и буллой Папы Римского Льва XIII от 25 марта 1885 года.

### Первая мировая война и Вторая Речь Посполита
В 1946 году после ликвидации УГКЦ на Украине Станиславовская епархия была упразднена и вошла в состав Львовской епархии Русской Православной Церкви. В период с 1939 по 1946 год на территории епархии случилось несколько убийств греко-католических священников членами ОУН. Среди них в селе Гостев повесили священника Романа Волощука за то что он взял участия в похоронах поляков. В селе грушка в январе в собственном доме убили Дмитрия Урбановича пароха Озерян.

### Советский союз и Украина
На нелегальной основе после ареста епископа Григория Хомишина остался генеральный викарий Григорий (Балагурак). После смерти епископов-помощников Симеона (Лукача), Степана (Вапровича) и Ивана (Лятишевского) владыка Григорий и его епископ-помощник Иван (Слезнюк) остались единственными из тех кого благословил владыка Григорий Хомишин продолжать работу УГКЦ в подполье. Из смертью Григория (Балагурака) стал вопрос о выживании "кафедры", поэтому епископ Иван (Слезюк) провел хиротонию Софрона (Дмитерко) в 1968 году на случай своей кончины. В 1974 году владыка Симеон провел хиротонию Павла (Василика) на своего помощника, а в 1977 Якова (Тимчука).Таким образом епископ Дмитерко надеялся сохранить епархию на случай продолжения гонений. После выхода УГКЦ из подполья и до 1997 года Софрон Дмитерко возглавлял Станиславскую епархию. 5 ноября 1997 года подал прошение на уход на покой. В 1997 году кафедру в городе Ивано-Франковск возглавил Софрон (Мудрый), так как епископ-помощник Яков к тому времени уже умер, а Павел (Василик) переведен на новую кафедру с центром в городе Коломыя 
После легализации УГКЦ на Украине в 1989 году деятельность епархии была восстановлена. 13 декабря 2011 года Предстоятель Украинской греко-католической Церкви Блаженнейший Святослав Шевчук возвёл Ивано-Франковскую епархию в ранг архиепархии.

## Деканаты
| - Большевецкий - Богородчанский - Боднаревский - Болеховский - Букачевский - Бурштынский - Войниловский - Галичский - Долинский - Езупильский - Юго-восточный г. Ивано-Франковска | - Центральный г. Ивано-Франковска - Северо-западный г. Ивано-Франковска - Калушский - Лисецкий - Перегинский - Рогатинский - Рожнятовский - Солотвинский - Тысменичский - Черченский |  |

## Епископы
- 1885—1891 — Юлиан Пелеш ,
- 1891—1899 — Юлиан Сас-Куиловский ,
- 1899—1900 — Андрей Шептицкий ,
- 1904—1945 — Григорий Хомишин ; епископ-помощник (с 1929) Иван Лятишевский,
- 1945—1965 Григорий (Балагурак)[7] ЧСВВ
- 1965-1973 Иван (Слезюк)
- 1968—1997 — Софрон Дмитерко[8]ЧСВВ ,
- 1997—2005 — Софрон Мудрый ЧСВВ,
- с 2 июня 2005 — Владимир Вийтишин .

### Епископы-помощники
- Григорий (Балагурак) ЧСВВ епископ-викарий 1945
- Симеон (Лукач) епископ-помощник 1945—1964, с 1945 года викарий
- Иван (Слезюк) епископ-помощник 1945—1965, с 1964 года викарий
- Степан (Вапрович) епископ-помощник 1945—1964
- Софрон (Дмитерко) ЧСВВ епископ-викарий 1968—1973
- Павел (Василик) епископ-викарий 1974 по 1993
- Яков (Тимчук) ЧСВВ епископ-помощник 1977 по 1988
- Ириней (Билык) ЧСВВ епископ-помощник с 1988 по 2000
- Софрон (Мудрый) ЧСВВ епископ-викарий 1996 по 1997
- Иосафат (Мощич) епископ-викарий с 2014 по 2017
- Николай (Семенишин) епископ-викарий с 2022